# François Watrin
François Watrin (Beauvais, 29 de enero de 1772-Puerto Príncipe, 22 de noviembre de 1802) fue un comandante de infantería francés durante las Guerras Revolucionarias Francesas. Watrin es uno de los nombres inscritos en el Arco de Triunfo, específicamente está en la columna 6.

## Primeros años de servicio
Entró al servicio formando parte de la caballería ligera de Flandes occidental, más tarde se convirtió en el 17.º regimiento de chasseurs à cheval en 1793. Se convirtió en  teniente segundo el 3 de marzo de 1793, teniente el 6 de junio y capitán el 7 de agosto. El 14 de diciembre del mismo año, pasó, de forma provisional, a ayudante general jefe del batallón del Ejército del Norte y fue confirmado en este rango el 18 de marzo de 1794. El 13 de junio de 1795, se volvió ayudante general jefe de brigada y fue asignado al ejército de las costas de Cherburgo.
Watrin fue ascendido a general de brigada el 1 de enero de 1796 y, desde el 23 de julio, fue Jefe de Estado Mayor en el Ejército de la Costa Oceánica antes de unirse al Ejército de Sambre-et-Meuse el 28 de septiembre de 1796. En abril de 1797 comandó la infantería de reserva de este ejército,  distinguiéndose en el cruce del Rin y en Neuwied el 18 de abril de 1797. El 27 de marzo de 1798 acompañó al general Hédouville a Saint-Domingue. Regresó a Francia el 22 de octubre de 1798, donde fue asignado al Ejército de Italia el 1 de enero de 1799.

## Campañas en Italia
Fue nombrado de forma provisional como general de división el 30 de junio de 1799 por el general MacDonald, confirmándose en este rango el 19 de octubre del mismo año. El 3 de julio de 1799 Watrin comandó la 4.ª división del ala derecha del ejército de Nápoles, y el 21 de abril de 1800 tomó el mando de la vanguardia de la reserva del ejército. Se distinguió en el paso de San Bernardo, en la ciudadela de Ivrée y en la batalla de Marengo el 14 de junio de 1800. El 7 de julio estuvo al frente de la 2.ª división de infantería del ejército de Italia. El 15 de julio de 1801, comanda una división de infantería en el cuerpo de observación de Midi. También dirigió las tropas francesas de refuerzo durante el asedio de Porto Ferrajo en julio de 1801, pero se vio obligado a pedir una licencia por motivos de salud el 14 de octubre.

## Expedición a Santo Domingo y muerte
El 27 de abril de 1802, el general Watrin fue designado para formar parte de la expedición a Santo Domingo. Desembarcó en la isla el 15 de octubre de 1802 y fue nombrado comandante de Puerto Príncipe el 2 de noviembre, sin embargo, murió allá de fiebre amarilla el 22 de noviembre, a la edad de 30 años.